# Liste des cardinaux créés par Pie XII
Au cours de son pontificat, qui dura de 1939 à 1958, le pape Pie XII a créé 56 cardinaux à l'occasion de deux consistoires ordinaires. Depuis la mort de  Paul-Émile Léger le 13 novembre 1991, il n'y a plus aucun cardinal connu nommé par Pie XII qui soit encore en vie.

## Créés le 18 février 1946
- John Joseph Glennon (1862-1946),  États-Unis
- Clemens August von Galen (1878-1946),  Allemagne
- Agustín Parrado García (1872-1946),  Espagne
- Juan Gualberto Guevara (1882-1954),  Pérou
- Giuseppe Bruno (1875-1954),  Italie
- Adam Stefan Sapieha (1867-1951),  Pologne
- Manuel Arce y Ochotorena (1879-1948),  Espagne
- Bernard Griffin (1899-1956),  Angleterre
- Manuel Arteaga y Betancourt (1879-1963),  Cuba
- Teodosio Clemente de Gouveia (1889-1962),  Portugal
- Clément Roques (1880-1964),  France
- Clemente Micara (1879-1965),  Italie
- József Mindszenty (1892-1975),  Hongrie
- Grégoire-Pierre XV Agagianian (1895-1971),  Arménie
- Jaime de Barros Câmara (1894-1971),  Brésil
- Enrique Plá y Deniel (1876-1968),  Espagne
- Francis Spellman (1889-1967),  États-Unis
- James Charles McGuigan (1894-1974),  Canada
- Joseph Frings (1887-1978),  Allemagne
- Carlos Carmelo de Vasconcelos Motta (1890-1982),  Brésil
- Antonio Caggiano (1889-1979),  Argentine
- Norman Gilroy (1896-1977),  Australie
- José María Caro Rodríguez (1866-1958),  Chili
- Edward Mooney (1882-1958),  États-Unis
- Benedetto Aloisi Masella (1879-1970),  Italie
- Konrad von Preysing (1880-1950),  Allemagne
- Johannes de Jong (1885-1955),  Pays-Bas
- Samuel Alphonsus Stritch (1887-1958),  États-Unis
- Jules Saliège (1870-1956),  France
- Ernesto Ruffini (1888-1967),  Italie
- Thomas Tien Ken-sin (1890-1967),  Chine
- Pierre Petit de Julleville (1876-1947),  France

## Créés le 12 janvier 1953
- Francesco Borgongini-Duca (1884-1954),  Italie
- Georges Grente (1872-1959),  France
- Crisanto Luque Sánchez (1889-1959),  Colombie
- Marcello Mimmi (1882-1961),  Italie
- John Francis D'Alton (1882-1963),  Irlande
- Angelo Giuseppe Roncalli (1881-1963), (futur pape Jean XXIII élu en 1958),  Italie
- Valerio Valeri (1883-1963),  Italie
- Gaetano Cicognani (1881-1962),  Italie
- Pietro Ciriaci (1885-1966),  Italie
- Augusto Álvaro da Silva (1876-1968),  Brésil
- Maurice Feltin (1883-1975),  France
- Stefan Wyszynski (1901-1981),  Pologne
- Giuseppe Siri (1906-1989),  Italie
- Paul-Émile Léger (1904-1991),  Canada
- Benjamín de Arriba y Castro (1886-1973),  Espagne
- Valerian Gracias (1900-1978),  Inde
- Giacomo Lercaro (1891-1976),  Italie
- James Francis McIntyre (1886-1979),  États-Unis
- Alfredo Ottaviani (1890-1979),  Italie
- Celso Costantini (1876-1958),  Italie
- Alojzije Stepinac (1898-1960),  Yougoslavie
- Josef Wendel (1901-1960),  Allemagne
- Fernando Quiroga y Palacios (1900-1971),  Espagne
- Carlos María Javier de la Torre (1873-1968),  Équateur

- Note : Carlo Agostini  Italie, né en 1888 et patriarche de Venise, devait être créé dans ce consistoire mais est mort en décembre 1952.